# Boschi Ficuzza e Cappelliere, Vallone Cerasa, Castagneti Mezzojuso
Boschi Ficuzza e Cappelliere, Vallone Cerasa, Castagneti Mezzojuso este o arie protejată (arie specială de conservare — SAC, sit de importanță comunitară — SCI) din Italia întinsă pe o suprafață de 4.627 ha, integral pe uscat.

## Localizare
Centrul sitului Boschi Ficuzza e Cappelliere, Vallone Cerasa, Castagneti Mezzojuso este situat la coordonatele 37°52′55″N 13°24′17″E / 37.881944°N 13.404722°E.

## Înființare
Situl Boschi Ficuzza e Cappelliere, Vallone Cerasa, Castagneti Mezzojuso a fost declarat sit de importanță comunitară în septembrie 1995 pentru a proteja 3 specii de plante și 21 de specii de animale. Situl a fost protejat și ca arie specială de conservare în decembrie 2015.

## Biodiversitate
Situată în ecoregiunea mediteraneană, aria protejată conține 14 habitate naturale: Galerii de Salix alba și de Populus alba, Grohotișuri termofile și vest-mediteraneene, Lacuri eutrofice naturale cu vegetație de tip Magnopotamion sau Hydrocharition, Păduri de Quercus ilex și Quercus rotundifolia, Ape oligotrofe în general din solurile nisipoase vest-mediteraneene, cu un conținut foarte redus de minerale, cu Isoetes spp., Pante stâncoase calcaroase cu vegetație casmofită, Păduri de Quercus suber, Fânețe de joasă altitudine (Alopecurus pratensis, Sanguisorba officinalis), Pseudostepă cu ierburi și specii anuale de Thero-Brachypodietea, Tufărișuri termo-mediteraneene și de pre-deșert, Păduri de Castanea sativa, Peșteri inaccesibile publicului, Matorral arborescenți cu Laurus nobilis, Păduri de stejar alb estice.
La baza desemnării sitului se află mai multe specii protejate:
- plante (3): Leontodon siculus, Ophrys lunulata, Stipa austroitalica
- păsări (16): ciocârlie-de-câmp (Alauda arvensis), fâsă-de-câmp (Anthus campestris), Aquila fasciata, ciocârlie-cu-degete-scurte (Calandrella brachydactyla), caprimulg (Caprimulgus europaeus), dumbrăveancă (Coracias garrulus), prepeliță (Coturnix coturnix), muscar-gulerat (Ficedula albicollis), rândunică (Hirundo rustica), capîntortură (Jynx torquilla), sfrânciocul cu frunte neagră (Lanius minor), sfrâncioc cu cap roșu (Lanius senator), ciocârlie de pădure (Lullula arborea), ciocârlie de bărăgan (Melanocorypha calandra), pietrar mediteranean (Oenanthe hispanica), turturică (Streptopelia turtur)
- mamifere (2): liliac cu aripi lungi (Miniopterus schreibersii), liliacul mare cu potcoavă (Rhinolophus ferrumequinum)
- nevertebrate (1): croitorul mare al stejarului (Cerambyx cerdo)
- reptile (2): Emys trinacris, țestoasă bănățeană (Testudo hermanni)

Pe lângă speciile protejate, pe teritoriul sitului au mai fost identificate 161 de specii de plante, 2 specii de păsări, 3 specii de amfibieni, 5 specii de mamifere, 155 de specii de nevertebrate, 5 specii de reptile.